# Helena Honkamaa
Helena Honkamaa (19 de mayo de 1971) es una deportista sueca que compitió en lucha libre. Ganó una medalla de plata en el Campeonato Mundial de Lucha de 1990, en la categoría de 50 kg.

## Palmarés internacional
| Campeonato Mundial | Campeonato Mundial | Campeonato Mundial | Campeonato Mundial |
| Año                | Lugar              | Medalla            | Categoría          |
| ------------------ | ------------------ | ------------------ | ------------------ |
| 1990               | Luleå (Suecia)     | Medalla de plata   | 50 kg              |